# Tumurri
Tumurri fou el nom urartià d'un regne a l'est del Tigris, a l'oest de Kubutxkia i al sud del Tigris superior, regió que els armenis anomenaren després Tmoriq. Cap al 700 aC els urartians van sotmetre aquest regne i també el regne veí de Ukki. Els assiris van contraatacar a Tumurri i ambdós regnes van tornar a l'obediència d'Assíria ràpidament.